# 梅露可物語 - 癒術士與鈴之旋律 -
《梅露可物語 -癒術士與鈴之旋律-》（正标题转写自“MercStoria”），日本乐元素（Happy Elements）開發的智慧型手機遊戲。是結合橫向塔防與角色扮演元素，由玩家扮演「癒術士」召喚傭兵擊破（治癒）一波波魔寵的作品。以Q版人物設定等為特色，在全球下載數突破千萬，並被Google Play選為日本2014上半年度最佳幻想遊戲。
遊戲共發行日文、簡體中文（中國大陸）和繁體中文（台灣）三種版本，各版本遊戲內容有些許差異。2016年12月15日，台灣營運商宣布於翌年3月6日結束繁體中文版之營運。但又在宣布一個月後的1月23日公告與日方達成共識，遊戲將保持營運。最終簡體和繁體中文版分別於2017年11月30日和12月31日停止營運。2018年1月31日，日方宣布遊戲動畫化。
2018年9月30日，遊戲版本2.0.0上線，副標題改為《癒術士與鐘之音色》並開始釋出第二部主線劇情。
2025年1月31日,《梅露可物語 癒術士與鈴之旋律》日文版主線故事第二部完結
2025年2月27日, 日文版停止運營

## 玩法
玩家編輯傭兵組成隊伍後，進入任務進行闖關。
關卡中，玩家由地圖的最左端出發，花費SP召喚傭兵，一邊治癒由畫面右端分批湧出的魔寵一邊前進。治癒完所有魔寵或是傭兵到達地圖最右端則通過一波WAVE，之後再次由地圖最左端開始下一波WAVE。若通過所有WAVE則贏得該關勝利，反之若中途代表玩家的癒術士被魔寵攻擊致HP歸零，則輸掉該盤遊戲。
途中玩家可以控制傭兵的前進後退、提高傭兵的Guts和召喚種子魔寵來協助自己過關。遊戲允許玩家在聊天日誌上向其他線上玩家求救一次，每個救援玩家會派出一隻傭兵以NPC方式加入戰鬥。

### 公會戰
在遊戲中，玩家可以加入或創建公會。並參加每日固定時間舉行的公會戰。
公會戰配置示意圖：
公會戰是四個公會，最多80名玩家參與的混戰遊戲。玩家的公會配置於圖中四角之一，可進攻其它三家公會或中央的閘門，擊破設置的防衛種子魔寵來搶奪公會點數（GP），最終以各公會的總GP決定排名。搶奪時的遊戲方式基本和任務闖關時相同，但SP值、魔寵強度和魔寵湧出頻率等都有獨自的規則。
一場公會戰結束後，系統會依公會等級、排名和每位成員的貢獻度等發放獎勵。

### 特殊關卡
除主線和國別劇情用的一般關卡外，遊戲還有下面特殊遊戲方式
隱藏關卡
俗稱裏關（里世界）」的常駐關卡。抽掉主線關卡劇情，調整難度並追加地圖傷害、出擊限制和過關獎勵的關卡。
特殊關卡
或稱挑戰塔，每月固定更新的常駐關卡，玩家能以0花費無限次挑戰。可再細分成濤塔、扣塔、速塔和到塔，各塔玩法各異。例如在扣塔，傭兵不會主動攻擊，玩家必須手動點擊畫面讓傭兵發動攻擊。除通關獎勵外，還會對攻略到各塔最高層（天空層）的玩家進行排名，追加獎勵。臺版的特殊關卡只有舉行濤塔。
踏破活動
重複進行特定關卡，以過關次數換取獎勵的遊戲，關卡難度會隨著重複次數提升。被分類為迷你活動，約一～二個月舉行一次，之後發展成「榮耀之路」和「魔法繪本」。
榮耀之路
2016年8月首次舉行的踏破活動進化版，一次舉辦特定屬性和武器加乘的三種關卡，對特定重複區間加入傭兵性別、年齡、出身國、和稀有度（星數總和）限制，考驗玩家擁有傭兵廣度的遊戲。最初舉辦時，新手玩家可能連一隊（五隻）傭兵都湊不出來，後來追加最低稀有度（一星）傭兵可無視出擊限制的特殊規則。
魔法繪本
2018年8月首次舉行，榮耀之路的地圖介面進化版。將原本只以數字表示的踏破進度，改成玩家操作角色，在地圖上踩點觸發關卡、收集獎勵。地圖分為探索童話繪本世界的表地圖和類似鑽入洞窟進行探險的裡地圖兩部分。
暴走魔寵活動！
2015年6月導入，約一～二個月舉行一次，挑戰在正常關卡勝利後額外出現，隨出現次數變強的「暴走魔寵」，收集獎勵的活動。特點是關卡內使用的SP和挑戰時間，是靠攻擊其他玩家的暴走魔寵或自己的暴走魔寵被其他玩家攻擊才能累積，需活用聊天日誌的求助功能，和其他玩家彼此協助才能順利討伐。活動期間會有玩家往高人氣聊天室集中的「移民潮」出現。
降臨魔寵活動
2015年12月導入，由系統配對四個公會合作，在一日的特定時間帶攻略降臨魔寵的活動。一般在暴走活動的隔月，週六和週日分兩場舉行。活動地圖類似公會戰，以地圖中央為巢的魔寵會因「怒氣值」朝地圖的四角移動，隨著魔寵位置改變和出入巢穴，位於不同角落的公會照成的傷害和魔寵可傷害部位數也會跟著改變。倚靠公會間合作誘導魔寵才能順利攻略的活動。
和暴走活動一樣，魔寵的強度和擊破獎勵都隨討伐次數增加，並以四個公會的總傷害進行排名發放獎勵。
早期版本的攻略時間帶長達14.5小時，且配對公會為隨機。不只玩家們難以集合，配對公會對活動的參予程度不同也易發生爭執。之後攻略時間修正為上午和夜晚各2小時，並追加可2個公會結盟參加的功能。
急襲！降臨魔寵活動
2019年7月導入的新版降臨魔寵活動，分為上午的「朝之部」和晚上的「夜之部」。朝之部開放玩家自由設定降臨魔寵等級，以刷新個人最高傷害／時間記錄為目標。夜之部將公會依朝之部成績配對，四個公會聯合討伐降臨魔寵。夜之部的地圖上玩家不再需要誘導魔寵，改為在地圖上閒晃的魔寵有機率陷入容易受到傷害的恐慌狀態。
獎勵除舊降臨活動已有的部分，另外追加朝之部的個人排名獎勵。

## 故事與背景
這是個有人類與怪獸（魔寵）的世界。人類自古來在魔寵的威脅下生活，直到出現一位擁有治癒能力的「癒術士」。被他治癒的魔寵們變得可以溝通和理解，人們才發現魔寵本性並不凶暴，它們只是需要被治癒而已。
在「癒術士」已成為一種職業，被治癒的魔寵和人類共存，但野外仍有許多未治癒魔寵的時代。主角是有「癒術士」才能，卻患有魔寵恐懼症而毫無幹勁，不想離家旅行的少年。他有一位不可思議的瓶裝少女朋友「梅露可」。失去記憶的梅露可總是吵著要主角帶自己去尋找關於自己的線索。
本作是主角（見習癒術士）和梅露可（一瓶水）以尋找梅露可的身世為主線，在文化各異的動物之國、點心之國、雪之國等各種奇幻國度旅行的冒險故事。主線劇情會隨著遊戲改版釋出後面章節，過程中玩家只能玩到主角和梅露可旅行途中的故事。在2018年3月31日的更新釋出了第一部最終章，長達十二章、共562話的主線劇情暫時告一段落。

## 人物介紹
優（聲：田村睦心（日）／賴芸芬（港））
本作的主角。遊戲教學開始時名字顯示為“主人公”，直至輸入名字。玩家可自由更改名字，但改後的一星期內不能進行更改。為了幫梅露可找回記憶決定旅行。學會癒術，但有魔寵恐懼症，每次經過麵包店也要繞道迴避店內的魔寵，但經歷多次歷險後，開始肯接受魔寵。沒有作戰能力，經常躲在後方。
因為沒有預設姓名在一些場合很不方便，官方提供了公司內暱稱給大家使用。在和其他遊戲的合作活動與同人創作時常以此名稱呼主角。中文則在一些合作活動中音譯為「優」。動畫版也以此為名。
梅露可（聲：水瀨祈（日）／黃紫嫻（港））
優的朋友，本作的女主角。當時優的爸爸用10金幣購買，起初是一般的水，後來不知道甚麼原因變成由水構成的人形少女。為了找回自己的記憶和主角旅行。由於身體由水構造，所以經常留在瓶子裡，必須依靠優進行移動。動畫版中則可以自主進行懸浮移動。
圖圖（聲：花守由美里）
主角最早療癒的魔寵。環遊世界的艾爾特也沒見過的稀有品種，該品種只在雨之國生息。因惡作劇的緣故迷路來到這個世界。
動畫中因主角治好它的同伴而纏上主角。優因為它走路時的聲音取其擬聲命名圖圖，梅露可則喜歡稱它大福。進入妖精之國時只有它的身體維持原來大小。相處久後，優逐漸不再恐畏魔寵。

### 劇情任務人物

#### 主角的同伴
西艾特
優的青梅竹馬，因小時候優從魔寵手上保護了她，而對優有好感。因為放心不下優獨自旅行，從故鄉追出來加入優的旅程。對優過度保護，原因是小時候優雖然從魔寵上保護了她，但也因而害優染上魔寵恐懼症，一直把這事掛在心上而作出的行為。旅程上經常與優發生口角，但很快會和好。為了一心幫助沒有戰鬥能力的優，一直訓練自己變強。在活動故事一直都沒登場。
菲利亞
非常愛好魔寵的少女，視魔寵為朋友，身上攜帶魔寵圖鑑。為了加深魔寵的認識而跟隨優旅行。平時很少說話，但當說話時一語驚人。有點腹黑，曾玩弄阿雷克。當提到魔寵的話題就會很興奮，每當主角等人有關於魔寵的問題，都會一一解答。在活動故事一直都沒登場。
阿雷克
一心想變強的少年，原名齊格弗里德.亞歷山大。父親是一名勇者，然而他卻有著與父親相反的性格，膽小，因此被大家嘲笑。為了增強實力以及得到父親留下的魔寵——飛翼龍的認同而加入主角他們。與梅露可講話很隨意，吵架時會容易吵輸。在活動故事一直都沒登場。
斯特拉
成熟的大姐姐，打扮衣著比較性感，為了尋找神秘人艾利亞斯而跟隨主角等人。因為年少由魔寵照顧，因此能明白魔寵的心情，甚至幫主角意譯出魔寵的意思。原先是村莊的守衛，相信人和魔寵會和平相處，但是艾利亞斯說人類不能與魔寵共存，為了理解句中意義而決定離開村莊旅行。在活動故事一直都沒登場。

### 活動任務人物

#### 戛蒙商隊
戛蒙（聲：長）
旅行商人，遊戲國別（活動）劇情中僱傭主角護衛商隊往它國行商的雇主。在動畫中也是僱傭主角往它國移動。
墨加
戛蒙的雙胞胎哥哥。遊戲主線劇情和動畫結尾短暫出場的串場角色。

#### 動物之國
哈爾修特（聲：小林優（日）／葉嘉敏（港））
全名哈爾修特·托法·雅庫托·烏魯卡。推動烏魯卡村變革開放的烏魯卡村長的兒子。主持政務，劍術高超。實為長女，另有一弟司迪特。對主角一見鍾情，要求主角用愛稱哈修。
司迪特（聲：逢坂良太（日）／黎景全（港））
哈爾修特之弟。憧憬遠方和之國在天空綻放的花朵，離家在村外努力研究，在莉伊莉出逃事件中因陷入地洞，受莉伊莉啟發使用新容器，急於呼救時研發成功。
莉伊莉（聲：日岡夏美（日）／黃紫嫻（港））
全名莉伊莉·艾爾·庫努·艾爾姆。艾爾姆村長的女兒。前來與哈爾修特相親，促進兩村結盟，使烏魯卡村幫助艾爾姆村。不願意嫁給不喜歡的人，然而也不願意辜負村民的愛戴。在梅露可勸告後決定逃走，但遇上司迪特後改變想法。眾人得救，事件完結後，向哈爾修特提出不結婚也可以締結同盟的想法，這時哈爾修特才說出本身的性別。
貝爾納（聲：江口拓也（日）／陳振聲（港））
人稱艾爾姆的看門狗。一心要完成相親的任務。思維傳統，主張男主外女主內。引得哈爾修特極為不快而提出武力挑戰一比高下。

#### 妖精之國
紗洛蒂雅（聲：井上穗乃花（日）／鄭佩嘉（港））
任性好玩的公主。無意間解除龍的石化封印，取得封印寶劍。事後為逃避責任，不願意告訴他人此事，私底下決定把寶劍塞給主角，讓主角去解決問題。然而連串巧合下，被迫組織團隊走上征途。屢造謊言，但吊鐘森林等屢遇險境後終於成長，坦誠交待錯誤。遭龍的黑霧捲入後，在一番內心交戰後，決定不使用劍封印龍，而是應該選擇對談，結果因此成長，獲得春之力也長出漂亮的翅膀。龍本來過度吞噬春天已經無法抑制，但公主的帶來的春天拯救了它孤獨的心靈並解決危機。變小後公主抱著，稱它為弗琉林格（聲：河瀨茉希）。
弗洛伊勒塔（聲：井上喜久子（日）／葉嘉敏（港））
統治春之丘的女王。擁有春之力的祝福之力。適逢主角隨加墨商隊入國，乃邀請主角協助解決黑霧侵蝕春之丘的危機。
梅內拉伊婭（聲：伊藤靜（日）／葉嘉敏（港））
斯伽羅魯一族。隨身攜帶極為喜愛的祖傳寶劍。與伽藍朵魯一族相為宿敵。酒後容易衝動，酒館內和伽藍朵魯一族的帕里斯托斯數言不合，差點大打出手。受公主之命與帕里斯托斯組隊出發。之後兩人的交情略見改善。
帕里斯托斯（聲：水島大宙（日）／黎景全（港））
伽藍朵魯一族末裔，視相怨數百年的斯伽羅魯一族為宿敵。對人類的主角感到新鮮。為救回梅內拉伊婭掉進黑霧的寶劍而差點犧牲自己，最後污染了右手，之後又一度趕到吊鐘森林拯救全隊，最後力有不逮與梅內拉伊婭一起留守團隊退路。兩人關係此後有變得較為友好，但依然是歡喜冤家。
澤弗洛達依（聲：諏訪部順一（日）／陳旭恆（港））
住在吊鐘森林的妖精的一員。此群妖精不諳飛行，過去曾與人類有瓜葛，不受女王統治，不與外人往來，但熟悉大地，尤其是吊鐘森林，稱大地天賦者。澤弗洛達依與女王弗洛伊勒塔是舊識。主角團隊本欲邀請他帶路，躲避吊鐘森林的眾蜘蛛丘馬拉塔（聲：石井未紗），但拒絕。之後主角等遭逢黑霧遇難時，突然出手相救，隨後還隨隊向龍出發。故事中不斷間接刺激公主的成長。對龍的認識超乎尋常，還知道主角面對的是影子而非真龍。
老僕（聲：島田敏（日）／陳振聲（港））
輔佐弗洛伊勒塔的老僕。公主的太傅，紗洛蒂雅嫌他偏執於傳授歷史。為紗洛蒂雅的安全而製作的庇護之石，是以支持自己的飛行能力的翅膀作為代價交換的。紗洛蒂雅很嫌棄該石頭醜陋，拒絕穿戴。該石頭在紗洛蒂雅遭遇丘馬拉塔的襲擊時發揮作用，公主面對生效後破碎的庇護之石，感受到老僕的愛意而悔悟痛哭時，公主也迎來成長。

#### 少数民族之国
里烏村是相信解星者能解讀星象，預見未來的村落。但解星者西潔說不一定完全準確。村中有銀白色神獸曾與祖先合作趕走災禍代代相傳的神話。
小玲（聲：石見舞菜香／鄭佩嘉（港））
村長尤琪亞的妹妹。愛哭鬼，很喜愛兄長。身邊有教習官西潔。在忌諱之星時出生，解星者預言為紅禍之星。從小遭禁閉，覺得大家都討厭她，也自己覺得凡事倒霉。學習神獸的知識，得知騎乘神獸會得到一輩子的幸福，於是出外尋找神獸。夜晚遇上飢餓的紅色神獸弗凱隆（聲：菊池幸利）時贈予食物。在拉姆哈恩（聲：小松奈生子、竹內惠美子）成群接近里烏村差點釀成衝突時，與西潔騎乘神獸及時返村阻止。該神獸遇上日照時會變成銀白色。
西潔（聲：藤原夏海／葉嘉敏（港））
手執羽扇。11歲即當官的少年，左遷後成為小玲的教習官，長期照顧小玲，希望能夠培養成一流的公主。本身是解星一族的末裔，能力下降，惟左眼能夠勉強解讀。父親是小玲為紅禍之星的解星者。喜歡小玲。
尤琪亞（聲：石川界人／黎景全（港））
里烏村村長，將與塔歐村的柳漓結婚。解星說他能給里烏村帶來繁榮，但是因有會奪走他人的氣，也就是力量之源的體質，使他碰觸過的人會變得不幸。救助迷路虛弱的小拉姆哈恩，其後復原後的它因呼喚父母而使得拉姆哈恩成群接近村莊。

#### 死者之国
在死者之國，每人自出生到死亡會帶著一顆名叫「輝石」的石頭，死後靈魂會依附到石頭中。在這個國家舉行「輝石祭」時，會讓死者親近的人打破石頭，讓死者安息。
柯澤特（聲：春野杏（日）／鄭佩嘉（港））
害羞又靦腆的少女。對於失去了母親的她，不知如何跟時常流露出寂寞神情的父親相處。
某天在手中布偶「斯克維克」的引導下，誤入了夢的世界「萬聖節小鎮」，並認識了南瓜頭怪人「西特鲁尤」。
跟西特鲁尤在萬聖節小鎮度過的時光非常開心，但對於西特鲁尤的挽留，以自己還有要追尋的東西而婉拒了。
在萬聖節小鎮的一間房子前跟西特鲁尤分開後，跟一個「幽靈」進入了房子裡，發現裡面是自己的房間。
與幽靈的一陣長談後，在幽靈的建議下試圖閉上眼睛傾聽，聽見了來尋找自己的父親的聲音。
在突然消失的幽靈跟突然出現的斯克維克幫助下，與父親兩人重逢，投入了父親的懷抱中。
之後與父親兩人離開了萬聖節小鎮，並在離開前從西特鲁尤手上得到了一個連接現實與夢境的南瓜燈。
简特尔（聲：鈴木達央（日）／陳旭恆（港））
死者之国的神职者，柯澤特的父親。曾經有過成為繪本畫家的夢想。
一直無法走出失去妻子的傷痛，八年來都將過世妻子的輝石帶在身旁，不知如何對待愛妻留下的女兒。
追著迷路的柯澤特，遇見了過去只出現在自己夢裡的，手持西洋劍的老鼠「斯克維克」，並來到了萬聖節小鎮。
在斯克維克引導下，見到了過世的妻子「埃雷欧诺璐」，在長談後解開了心結，打碎了帶在身上的輝石。
與妻子訣別後的简特尔在斯克維克的幫助下與女兒在會，向西特鲁尤誓言要和女兒攜手共度後，離開了萬聖節小鎮。
西特鲁尤（聲：子安武人（日）／黎景全（港））
在夢的世界「萬聖節小鎮」中徘徊的怪人。身材高大，有著一顆南瓜頭。
對於不知何時、因為何故，迷失在萬聖節小鎮中他來說，認識同樣因為煩惱而誤入的柯澤特讓他非常開心。
雖然試圖將柯澤特留下，但被拒絕。之後简特尔出現，並以強烈的意志，誓言與柯澤特攜手共度。
害怕著又會變為一人時，從主角手中收到了友人的輝石，想起了以前與友人的約定。
最後與製造出夢境的魔寵一同，踏上了環遊世界的旅途。
斯克維克（聲：杉山紀彰（日）／陳振聲（港））
帶著西洋劍，歷經了無數冒險的老鼠，是简特尔夢中的角色。被埃雷欧诺璐縫製成了布偶。
在萬聖節小鎮中化為實體，並與简特尔重逢，引導简特尔到達埃雷欧诺璐身邊。
埃雷欧诺璐（聲：佐藤利奈（日）／黃紫嫻（港））
简特尔的妻子、柯澤特的母親，在故事開始前就去世了。
在萬聖節小鎮中與简特尔重逢，解開了简特尔的心結並讓他打破了自己的輝石。
鲁提阿诺（聲：小林裕介（日）／陳振聲（港））
死者之国的神职者，简特尔的友人。
少年
出現在山丘上的謎之少年，委託主角幫他送東西給住在另一邊山丘上的朋友。

#### 動物之國2
安特魯（聲：伊東健人（日）／陳振聲（港））
喜歡瑟蕾娜的少年，曾經用戒指示愛，但因爲當時不懂唱歌，而帕露緹希奧的主流示愛方式是用唱歌為骨幹的“戀愛鳴囀”，因此被瑟蕾娜所拒絕。後來學會唱歌而成爲了歌鳥,並被瑟蕾娜認爲是對失去歌聲的她的復仇。因爲魔寵弗依希亞掠奪了瑟蕾娜的歌聲，因此為了讓弗依希亞歸還瑟蕾娜歌聲而和他約定了會把他身上的寶石束縛解除。安特魯的歌聲被作爲經理人的路碧耶評價為“美麗到算得上暴力”的程度。在游戲頁面的角色簡介指出是因爲歌聲帶有“鳥族力量”的魔力而使自己的歌聲被人所癡迷。
瑟蕾娜（聲：日笠陽子（日）／賴芸芬（港））
自尊心很高的少女，是帕露緹希奧的歌鳥。雖然礙於面子口上拒絕了安特魯的示愛，但其實是喜歡他的，也有把在衆人面前丟掉的戒指撿回來，並一直以項鏈的形式在胸前保存。因爲失去歌聲因此找來剛到城中和自己歌聲相似的芙露娜作替身。曾因爲高要求的歌鳥訓練喘不過氣，而逃到了帕露緹希奧郊外，並遇見獨處的安特魯，一起度過躲避城市煩囂的時光。在安特魯解除了弗依希亞的束縛後以爲他要離城因此向他告白。
芙露娜（聲：日笠陽子（日）／鄭佩嘉（港））
在第一次來到帕露緹希奧時因爲到來城市的歡欣而高歌，讓在物色替身的瑟蕾娜發現，並答應了為瑟蕾娜當替身的要求而展開了歌唱訓練。後來獲得了單獨登場的機會，也成爲了歌鳥。
路碧耶（聲：河西健吾（日）／黎景全（港））
瑟蕾娜的經理人，幫助芙露娜進行特訓的鳥族。以自己的職業為傲。
弗依西亞（聲：日笠陽子）
被束縛的魔寵，身上包圍著一層厚厚的寶石。嫉妒著擁有美貌和美麗歌聲的鳥族，似乎是因此而把瑟蕾娜的歌聲搶奪了。

#### 空之國
奧魯托斯（聲：花江夏樹（日）／葉嘉敏（港））

## 用語
癒術士
擁有治癒魔寵能力並以此為職業的人們。因治癒時必須保持不帶憎恨、真誠期望與魔寵共存的心，所以不能有傷害鬥爭等雜念，也因此癒術士們大都沒有戰鬥能力。
治癒
安撫魔寵，讓魔寵變的不會暴走而能和人類溝通。一般能溝通（被治癒過）的魔寵，不會沒有理由的襲擊人類。
設定上用來代替消滅、殺掉怪物的表現方式。遊戲中被擊破魔寵們都沒有被殺害，只是冷靜下來後回家了而已。
魔寵
本作世界中非人生物的總稱。天上飛的到水裡游的都能稱作魔寵，擁有五種屬性和各式各樣的能力。
未被治癒過的魔寵，一遇到人類就會陷入原因不明的暴走狀態，不分青紅皂白地襲擊人類。
被治癒的魔寵會將閃光種子送給自己認可的人當作羈絆的證明。而擁有種子的人會將種子放入鈴中，透過搖響鈴召喚魔寵。
傭兵
癒術士們所雇用的夥伴，會在治癒魔寵時保護沒有戰鬥能力的自己。
遊戲中共有數百位傭兵，但大多數必須使用虛擬貨幣進行招募來隨機取得。
傭兵們大都有一段專屬小故事，可在遊戲中觀看。

## 電視動畫
电视动画《梅露可物语-无精打采的少年与瓶中少女-》改编自乐元素（Happy Elements）發行的手机游戏 。2018年1月31日宣布動畫化，动画由ENCOURAGE FILMS负责制作，于2018年10月11日起每周四在AT-X首播。香港電視娛樂於2020年6月21日起每周日在ViuTV播映。

### 製作人員
- 原作、剧本监修：乐元素（Happy Elements）
- 监督：追崎史敏
- 总编剧：追崎史敏、内田裕基（日语：内田裕基）、雨宫瞳
- 角色设计：秋山由树子
- 次要角色设计：新井博慧
- 总作画监督：秋山由树子、涉谷秀、新井博慧
- 怪物设计：福岛秀机、陆田青享
- 道具设计：新谷真昼
- 色彩设计：辻田邦夫
- 色彩设计辅助：大场将生
- 美术监督：空闲由美子（Studio Jack）
- 2D Works：蓬田佑季
- 摄影监督：松本乃吾（稻穗）
- 编辑：斋藤朱里（Graphinica）
- 音乐制作人：Mili
- 动画制作：ENCOURAGE FILMS
- 制作：梅露可物语动画製作委員會

### 主題曲
片頭曲（OP）
「オリジン」
主唱：Mili
作词：Yamato Kasai、momocashew
作曲：Yamato Kasai
编曲：Yamato Kasai、Yukihito Mitomo、Shoto Yoshida
片尾曲（ED）
「Bottleship」
主唱：梅露可（水濑祈）
作词、作曲、编曲：Yamato Kasai
插入曲（IN）
「憧れのパルティシオ！」
主唱：芙露娜（日笠陽子）
作詞：Tanaka Kanata、雨宮瞳
作曲、編曲：KOHTA YAMAMOTO
「私の声だ」
主唱：弗依西亞（日笠陽子）
作曲、編曲：KOHTA YAMAMOTO
「誓いのままに」
主唱：安提爾（伊東健人）
作詞：Tanaka Kanata、雨宮瞳
作曲、編曲：KOHTA YAMAMOTO
「扉を開けてなよ」
主唱：芙露娜（日笠陽子）
作詞：Tanaka Kanata、雨宮瞳
作曲、編曲：KOHTA YAMAMOTO
「美しきものよ」
主唱：瑟蕾娜/弗依西亞（日笠陽子）
作詞：Tanaka Kanata、雨宮瞳
作曲、編曲：KOHTA YAMAMOTO
「ヴォイシア・エレジー」
主唱：弗依西亞（日笠陽子）、安提爾（伊東健人）
作詞：Tanaka Kanata、雨宮瞳
作曲、編曲：KOHTA YAMAMOTO
「今、籠の中から」
主唱：瑟蕾娜（日笠陽子）、安提爾（伊東健人）
作詞：Tanaka Kanata、雨宮瞳
作曲、編曲：KOHTA YAMAMOTO

### 各話列表
| 話數   | 日文標題                              | 中文標題                            | 剧本     | 分鏡              | 演出                                         | 總作畫監督                 |
| ------ | ------------------------------------- | ----------------------------------- | -------- | ----------------- | -------------------------------------------- | -------------------------- |
| 第1話  | 无気力少年と瓶の中の少女              | 无精打采的少年与瓶中少女            | 赤尾凸   | 追崎史敏          | 追崎史敏                                     | 秋山由樹子                 |
| 第2話  | 夜明けの王と囚われの花嫁              | 夜明之王与被囚禁的新娘              | 内田裕基 | 板井宽树          | 江副仁美                                     | 新井博慧                   |
| 第3話  | おてんば妖精と春を食べる竜 （前编）   | 冒失妖精與吞食春天之龍 （前篇）     | 雨宫瞳   | 追崎史敏          | 佐土原武之                                   | 涉谷秀                     |
| 第4話  | おてんば妖精と春を食べる竜 （后篇）   | 冒失妖精與吞食春天之龍 （后篇）     | 雨宫瞳   | 橘正紀            | 愛敬亮太 （D'ART Shtajio）                   | 秋山由樹子 涉谷秀          |
| 第5話  | 紅き禍つ星と優焔の煌宗                | 紅禍之星与优焰的煌宗                | 内田裕基 | 飯田史雄          | 又野弘道                                     | 秋山由樹子 涉谷秀 新井博慧 |
| 第6話  | 夢添いの君と忘却の町 （前篇）         | 君之梦影与忘却之镇 （前篇）         | 内田裕基 | 冬野蜜柑          | 布施康之                                     | 涉谷秀                     |
| 第7話  | 夢添いの君と忘却の町 （后篇）         | 君之梦影与忘却之镇 （后篇）         | 内田裕基 | 笹原嘉文          | 笹原嘉文                                     | 新井博慧                   |
| 第8話  | 歌楽壇の王と鳥籠のディーヴァ （前篇） | 歌乐坛之王与鸟笼的歌姬 （前篇）     | 雨宫瞳   | 中原禮 追崎史敏   | 愛敬亮太 （D'ART Shtajio）                   | 涉谷秀 秋山由樹子          |
| 第9話  | 歌楽壇の王と鳥籠のディーヴァ （后篇） | 歌乐坛之王与鸟笼的歌姬 （后篇）     | 雨宫瞳   | 渡邊慎一 追崎史敏 | 又野弘道                                     | 秋山由樹子 新井博慧        |
| 第10話 | 飛べない天使と万祈の聖翼 （前篇）     | 无法飞翔的天使和万祈的圣翼 （前篇） | 內田裕基 | Royden B          | 加藤大志 愛敬亮太 （D'ART Shtajio）          | 涉谷秀 新井博慧 秋山由樹子 |
| 第11話 | 飛べない天使と万祈の聖翼 （后篇）     | 无法飞翔的天使和万祈的圣翼 （后篇） | 內田裕基 | 松林唯人          | 寒竹清隆 追崎史敏 愛敬亮太 （D'ART Shtajio） | 涉谷秀 新井博慧 秋山由樹子 |
| 第12話 | 癒術士と瓶の中の友人                  | 愈術士與瓶中友人                    | 內田裕基 | 追崎史敏          | 追崎史敏                                     | 涉谷秀 新井博慧 秋山由樹子 |

### Blu-ray
| 卷數 | 發行日期            | 收錄集數     | 規格編號  |
| ---- | ------------------- | ------------ | --------- |
| 上卷 | 2019年1月25日（五） | 第1集~第6集  | FFXG-0006 |
| 下卷 | 2019年3月27日（三） | 第7集~第12集 | FFXG-0007 |

### 海外播映
| 香港 ViuTV 星期日 17:00－17:30 · 2020年7月27日 13:00-13:30 | 香港 ViuTV 星期日 17:00－17:30 · 2020年7月27日 13:00-13:30           | 香港 ViuTV 星期日 17:00－17:30 · 2020年7月27日 13:00-13:30 |
| ---------------------------------------------------------- | -------------------------------------------------------------------- | ---------------------------------------------------------- |
|                                                            | 梅露可物語: 無精打采的少年與瓶中少女 （2020年6月21日－2020年9月6日） |                                                            |
| 爆釣王                                                     | 瑪莎與熊                                                             |                                                            |

| 香港 ViuTV 星期六 16:00－16:30 · 2022年11月26日﹑12月3日﹑12月10日因2022年世界盃賽事而暫停播映 · 2022年12月31日 15:30-16:30 | 香港 ViuTV 星期六 16:00－16:30 · 2022年11月26日﹑12月3日﹑12月10日因2022年世界盃賽事而暫停播映 · 2022年12月31日 15:30-16:30 | 香港 ViuTV 星期六 16:00－16:30 · 2022年11月26日﹑12月3日﹑12月10日因2022年世界盃賽事而暫停播映 · 2022年12月31日 15:30-16:30 |
| --- | --- | --- |
| | 梅露可物語: 無精打采的少年與瓶中少女 重播 （2022年10月1日－2022年12月31日）                                                 | |
| 我的狗爸爸2 重播 （？－2022年9月24日） 第8-26集                                                                             | 小怪獸阿蒙 重播 （2023年1月7日－）                                                                                          | |

## 書籍
由KADOKAWA發行多本設定集，都附有收錄遊戲配樂的原聲CD：
| 集數 | 名稱                     | KADOKAWA       | KADOKAWA               | 東立出版社   | 東立出版社             |
| 集數 | 名稱                     | 出版日期       | ISBN                   | 出版日期     | ISBN                   |
| ---- | ------------------------ | -------------- | ---------------------- | ------------ | ---------------------- |
| 1    | 梅露可物語官方美術設定集 | 2015年2月19日  | ISBN 978-404-73-0249-5 | 2015年8月6日 | ISBN 978-986-43-1674-8 |
| 2    | 梅露可物語官方美術設定集 | 2016年3月21日  | ISBN 978-404-73-3118-1 |              |                        |
| 3    | 梅露可物語官方美術設定集 | 2017年12月14日 | ISBN 978-404-73-3261-4 |              |                        |

## 外部連結
- 梅露可物語日本官網 （页面存档备份，存于）（日語）
- 梅露可物語台灣官網 （页面存档备份，存于）（繁體中文）
- 梅露可物语大陆官网（简体中文）
- 梅露可物語動畫官網 （页面存档备份，存于）（日語）